# Archie Panjabi
Archie Panjabi est une actrice britannique née le 31 mai 1972 à Edgware dans le Borough londonien de Barnet (Royaume-Uni).

## Biographie

### Formation
Archie Panjabi est diplômée en management de l'Université Brunel en 1994.

### Carrière dans le cinéma
Archie Panjabi joue dans divers rôles à la télévision britannique et américaine, notamment celui de Maya Roy dans Life on Mars (2006-07), Nas Kamal dans Blindspot (2016-17, 2020), Kendra Malley dans Departure (2019-2021) et Kalinda Sharma dans The Good Wife (2009-15). Son travail dans cette série lui vaut un Primetime Emmy Award de la meilleure actrice dans un second rôle dans une série télévisée  en 2010 et un NAACP Image Award en 2012, ainsi que deux autres nominations aux Emmy, une nomination aux Golden Globes et trois nominations aux Screen Actors Guild Awards partagées avec le casting.
Archie Panjabi est la première actrice d'origine asiatique à remporter un Primetime Emmy comme actrice,.
D'autres rôles notables incluent Meenah Khan dans Fish and Chips (1999), Pinky Bhamra dans Joue-la comme Beckham (2002) et Asra Nomani dans Un cœur invaincu (2007).

## Activités publiques et engagements
En soutien aux droits des femmes, Archie Panjabi s'est associée en 2012 à Amnesty International pour diriger leur campagne Stop à la violence contre les femmes afin de modifier la règle du « non-recours aux fonds publics » qui enferme les femmes dans un cycle de violence.
Elle est artiste en résidence à l'University d'Harvard pour partager sa créativité en 2014.

## Vie privée
Archie Panjabi est la fille de Padma Panjabi et Govind Panjabi, tous deux professeurs, Hindous originaires du Sind (aujourd'hui province pakistanaise) qui lors de la partition des Indes en 1947, quittèrent le Pakistan pour rejoindre l'Inde, avant de s'installer finalement au Royaume-Uni. Depuis 1998 elle est mariée à Rajesh Nihalani, tailleur.
En 2023, un propriétaire montpelliérain porte plainte contre l’actrice et son mari les accusant d'avoir saccagé son bien et d'avoir laissé une facture impayée de 6 400 euros. Ils sont tous deux convoqués au tribunal de Montpellier en mars 2024. En référé, le propriétaire a été débouté.

## Filmographie

### Cinéma

#### Longs métrages
- 1999 : Fish and Chips (East Is East) de Damien O'Donnell : Meenah Khan
- 2002 : Joue-la comme Beckham (Bend It Like Beckham) de Gurinder Chadha : Pinky Bhamra
- 2003 : Cross My Heart d'Avie Luthra : Sumi
- 2003 : Code 46 de Michael Winterbottom : Check In
- 2004 : Yasmin de Kenneth Glenaan : Yasmin Husseini
- 2005 : Chromophobia de Martha Fiennes : Sarita
- 2005 : The Constant Gardener  de Fernando Meirelles : Ghita Pearson
- 2006 : Une grande année (A Good Year) de Ridley Scott : Gemma
- 2007 : Un cœur invaincu de Michael Winterbottom : Asra Q. Nomani
- 2007 : Trop jeune pour elle d'Amy Heckerling
- 2008 : Trahison (Traitor) de Jeffrey Nachmanoff : Chandra Dawkin
- 2009 : Espion(s) de Nicolas Saada : Anna
- 2014 : I Origins de Mike Cahill : Priya Varma
- 2015 : San Andreas de Brad Peyton : Serena Johnson

#### Courts métrages
- 1995 : Bideshi de Frances-Anne Solomon : Joyoti
- 2001 : Delilah d'Esther Campbell : Adult Pim
- 2002 : Arranged Marriage de G.D. Jayalakshmi : Shashi
- 2008 : My World d'Asif Kapadia
- 2009 : Be Good de Barney Cokeliss : Animal Adoption Officer
- 2010 : The Happiness Salesman de Krishnendu Majumdar : Karen

### Télévision

#### Séries télévisées
- 2000 : Brand Spanking New Show
- 2002 : Single Voices : Gita
- 2002 : White Teeth : Alsana
- 2004 : Classé Surnaturel (Sea of Souls) : Megan Sharma (6 épisodes)
- 2006 : Life on Mars : Maya Roy
- 2009-2016 : The Good Wife : Kalinda Sharma (134 épisodes)
- 2012-2014 : The Fall : Tanya Reed Smith (9 épisodes)
- 2014 : The Widower : Simone Banerjee
- 2015 : Brooklyn Nine-Nine : L'Enterrement (saison 3 épisode 2)  : Lieutenant Singh
- 2016 :  Blindspot : Nas Kamal
- 2016 : Shetland (saison 3) : Asha
- 2017 : Bull : Arti Cander
- 2018 : Next of Kin : Mona Harcourt
- 2019 : Departure : Kendra Malley
- 2019 : Still Open All Hours : Jasmine
- 2020 : I Know This Much Is True : Dr Jeanne
- 2020 : Run : Fiona
- 2021 : Star Wars: The Bad Batch : Depa Billaba (voix)
- 2022 : Snowpiercer : Asha[13]
- 2023 : Hijack : Zahra Gahfoor
- 2024 : Under the Bridge : Suman Virk[14]
- 2025 : Doctor Who : La Rani

#### Téléfilms
- 1995 : Under the Moon : Heena
- 2000 : Au commencement (In the Beginning) : Basya, la fille du pharaon
- 2001 : Ivor the Invisible : Leila (voix)
- 2002 : The Secret : Nadia's Probation Officer
- 2002 : Tough Love: Chandra (Mr Jones)
- 2003 : This Little Life : Niala
- 2003 : Spirale tragique (Final Demand) : Farida
- 2005 : A Very Social Secretary : Ashley
- 2007 : Love Triangle (court-métrage animation) : Friend (voix)

## Distinctions

### Récompenses
- Festival de Cannes 2007 :  Trophée Chopard
- 62e cérémonie des Primetime Emmy Awards 2010 : Meilleure actrice dans un second rôle dans une série télévisée dramatique pour The Good Wife (2009-2016).
- International South Asian Film Festival 2024 : Lauréate du Trophée Icon.

### Nomination
- 15e cérémonie des Satellite Awards 2010 : Meilleure actrice dans un second rôle dans une série télévisée pour The Good Wife (2009-2016).
- 16e cérémonie des Screen Actors Guild Awards 2010 : Meilleure distribution pour une série dramatique pour The Good Wife (2009-2016) partagée avec Christine Baranski, Josh Charles, Matt Czuchry, Julianna Margulies, Graham Phillips et Makenzie Vega.
- 63e cérémonie des Primetime Emmy Awards 2011 : Meilleure actrice dans un second rôle dans une série télévisée dramatique pour The Good Wife (2009-2016).
- 2012 : NAACP Image Awards de la meilleure actrice dans un second rôle dans une série télévisée dramatique pour The Good Wife (2009-2016).
- 17e cérémonie des Screen Actors Guild Awards 2011 : Meilleure distribution pour une série dramatique pour The Good Wife (2009-2016) partagée avec Christine Baranski, Josh Charles, Alan Cumming, Matt Czuchry, Julianna Margulies, Chris Noth, Graham Phillips et Makenzie Vega.
- 64e cérémonie des Primetime Emmy Awards 2012 : Meilleure actrice dans un second rôle dans une série télévisée dramatique pour The Good Wife (2009-2016).
- 17e cérémonie des Screen Actors Guild Awards 2011 : Meilleure distribution pour une série dramatique pour The Good Wife (2009-2016) partagée avec Christine Baranski, Josh Charles, Alan Cumming, Matt Czuchry, Julianna Margulies, Chris Noth, Graham Phillips et Makenzie Vega.
- 70e cérémonie des Golden Globes 2013 : Meilleure actrice dans un second rôle dans une série, une mini-série ou un téléfilm pour The Good Wife (2009-2016).
- 44e cérémonie des NAACP Image Awards 2013 : Meilleure actrice dans un second rôle dans une série télévisée dramatique pour The Good Wife (2009-2016).
- 45e cérémonie des NAACP Image Awards 2014 : Meilleure actrice dans un second rôle dans une série télévisée dramatique pour The Good Wife (2009-2016).